# Pośredni Goryczkowy Wierch

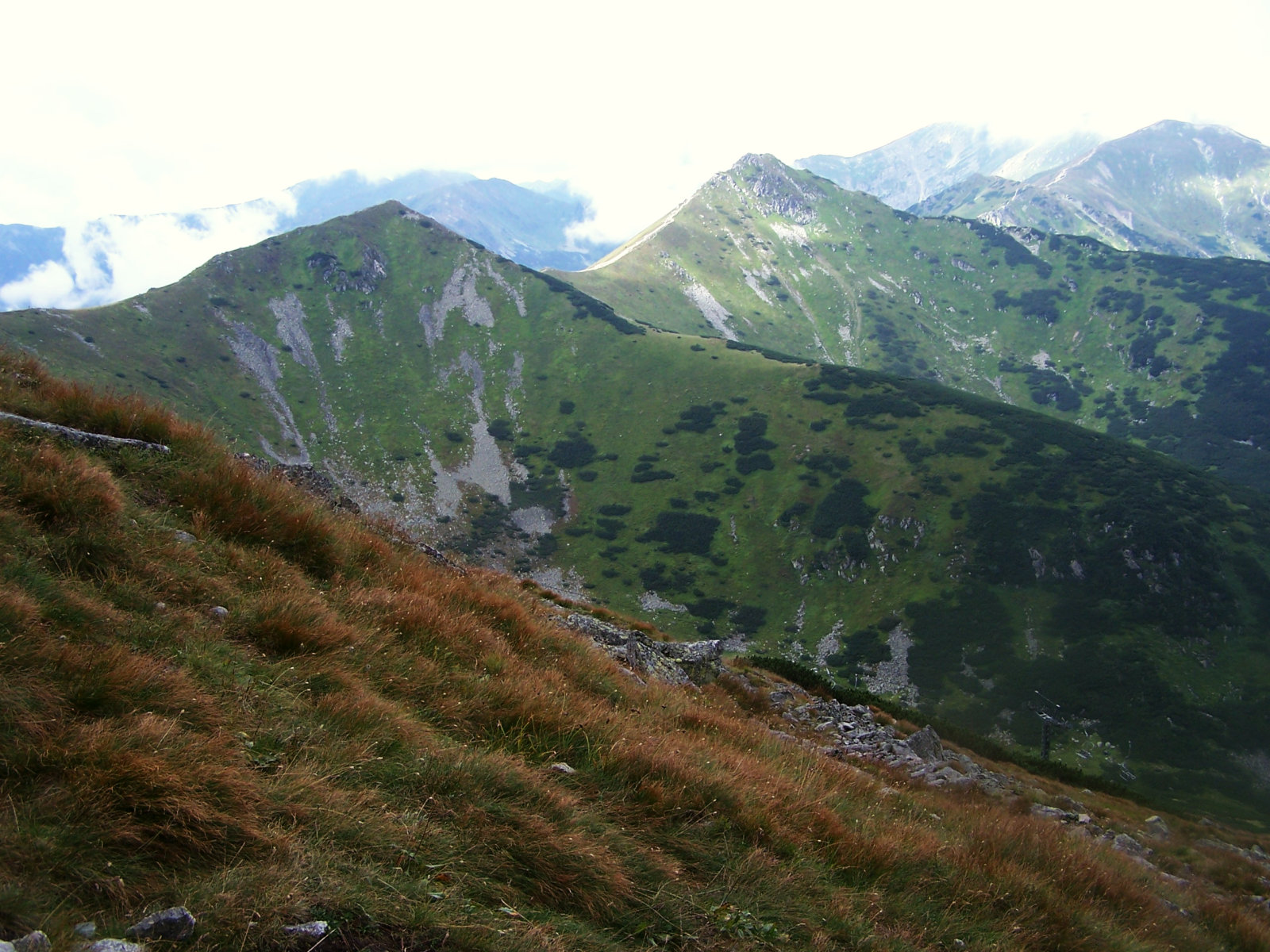
Pośredni Goryczkowy Wierch od strony Kasprowego Wierchu (pierwszy z lewej strony)

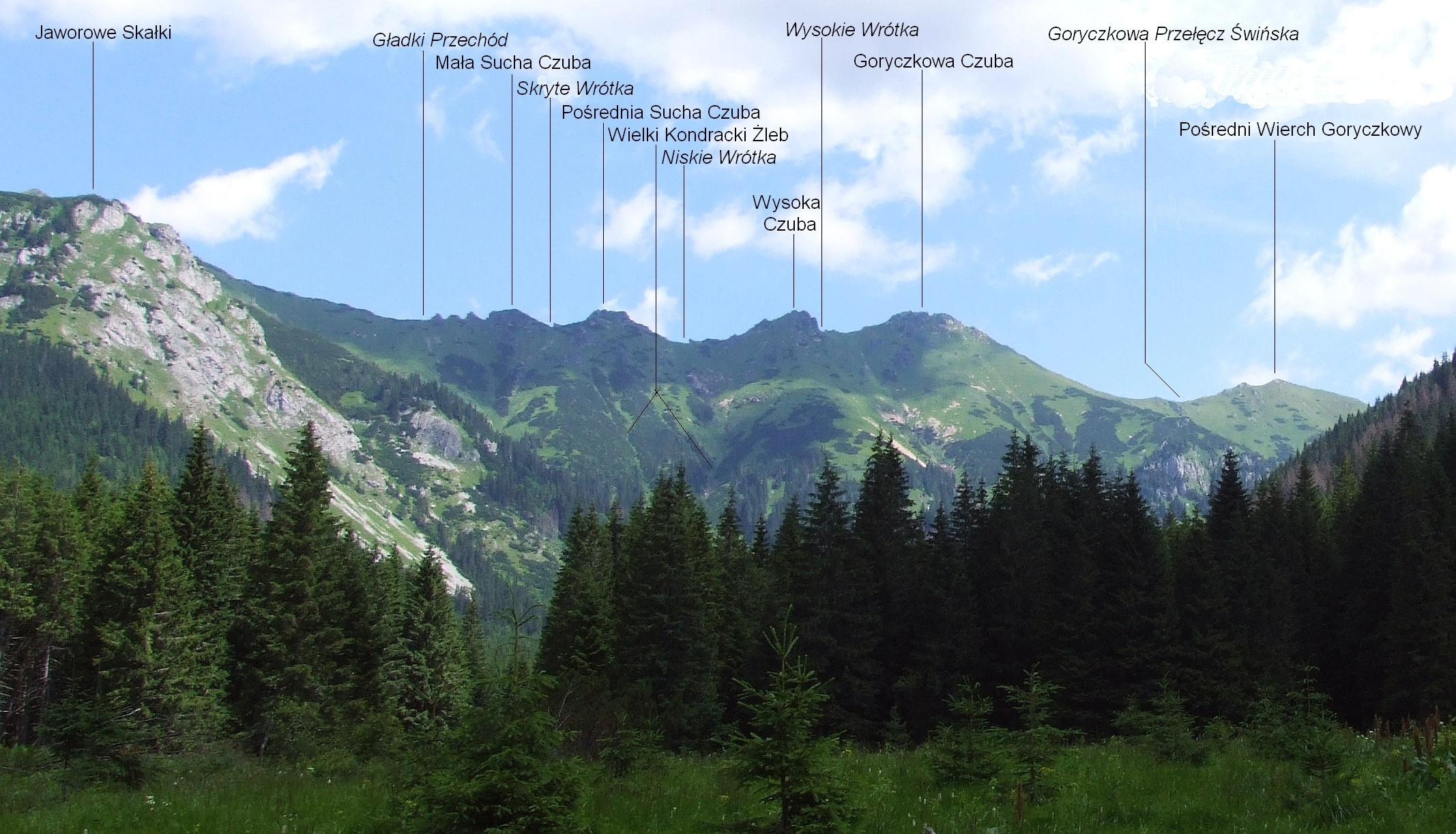
Widok z Doliny Cichej

Pośredni Goryczkowy Wierch (słow. Prostredný vrch horičkový, 1874 m n.p.m.) – szczyt leżący w grani głównej Tatr Zachodnich pomiędzy Kasprowym Wierchem, od którego oddzielony jest Goryczkową Przełęczą nad Zakosy (1816 m), oraz Goryczkową Czubą (1913 m), od której oddzielony jest Goryczkową Przełęczą Świńską (1801 m).

## Topografia
W północnym kierunku tworzy krótki grzbiet rozdzielający górną część Doliny Goryczkowej na dwie części: Dolinę Goryczkową Świńską (po zachodniej stronie) i Dolinę Goryczkową pod Zakosy (po wschodniej stronie). Grzbiet ten dołem jest bardzo mało wybitny i kończy się w okolicach Niżniej Goryczkowej Równi. Na południową stronę stoki Pośredniego Goryczkowego Wierchu opadają do słowackiej Doliny Cichej. Kilkadziesiąt metrów poniżej wierzchołka opada do tej doliny grzęda, na wysokości ok. 1650 m zakończona zbudowaną ze skał wapiennych ścianą Kasinej Turni. Po wschodniej stronie jest jeszcze jedna grzęda, również zakończona u dołu wapiennymi urwiskami. Pomiędzy tymi grzędami znajduje się wąski i trawiasty żleb Wrota, którym do Doliny Cichej schodzą lawiny.

## Opis szczytu
Znajdujący się w wapiennej części Tatr szczyt zbudowany jest z granitów, leży bowiem na obszarze tzw. wyspy krystalicznej Goryczkowej. Od strony południowej jednakże w okolicy połowy stoków w dół zaczynają się skały wapienne. Zbiegający na północ grzbiet poniżej szczytu zarasta kosodrzewiną, południowe stoki są w większości porośnięte murawą, częściowo piarżysto-kamienne. Dawniej polskie stoki były wypasane pod sam szczyt, były to tereny pastwiskowe nieistniejącej już Hali Goryczkowej. Na stokach odnawiają się kępy kosodrzewiny, wcześniej wyciętej przez juhasów.

## Szlaki turystyczne
Szlak turystyczny nie prowadzi jego szczytem, lecz trawersuje go po południowej słowackiej stronie.
 – odcinek czerwonego szlaku z Kasprowego Wierchu granią główną Tatr przez Goryczkową Czubę i Suche Czuby do Przełęczy pod Kopą Kondracką. Czas przejścia: 1:20 h, z powrotem 1:40 h.